# چت-کل (شهرستان سوقلوق)
چت-کل (به لاتین: Chat-Köl) یک عوارض جغرافیایی در قرقیزستان است که در شهرستان سوقلوق واقع شده‌است. چت-کل ۲٬۹۳۹ نفر جمعیت دارد و ۶۸۶ متر بالاتر از سطح دریا واقع شده‌است.